# Marcello Motta
Marcello Gustavo Motta Velarde (Ventanilla, 22 de abril de 1976), más conocido como Marcello Motta, es un músico, guitarrista, cantautor y compositor peruano. Vocalista de la banda de rock Amén. Es considerado uno de los mejores guitarristas y cantantes del Perú. Conocido en el medio musical peruano por canciones como "Decir adiós", "Sé que tú no estás solo", "Fin del tiempo", la canción de blues "Pan con mantequilla", entre otras. 
Motta muestra en su música influencia de muchos géneros musicales como el blues, el rock and roll, el hard rock, el funk, el reggae, el pop, la música africana y ritmos latinos, que le dan una fusión musical de gran poder a sus canciones. Influenciado por músicos como Chuck Berry, Muddy Waters, Robert Johnson y bandas como The Beatles, AC/DC, Led Zeppelin, Grand Funk Railroad, entre otros.

## Biografía
Marcello Motta nació en el distrito de Jesús María, Lima, Perú, el 22 de abril de 1976.
Es de ascendencia italiana por parte de su padre y es hijo de padres peruanos. Creció en la Ciudad Satélite de Ventanilla, Perú y es el mayor de 3 hermanos. Cursó sus estudios escolares en el colegio Liceo Naval Teniente Clavero. Desde muy pequeño Marcello presentaba gran interés por la música, escuchando muchos géneros musicales mientras crecía que iban desde el rock clásico, el blues hasta la música clásica y africana. Y en todo este interés musical y esa pasión por la música que el sentía desde pequeño tuvo el apoyo de su madre y su abuela paterna. Sin embargo, un momento muy emotivo y trágico en su vida fue la muerte de su abuela paterna cuando él tenía 11 años de edad. Ella murió en Italia cuando se encontraba con su padre y Marcello en Italia. Pero este suceso le hizo ver en la música su mundo, una terapia para su alma y lo que el realmente era, músico. Uno de los instrumentos que más llamó su atención cuando era chico, además de la guitarra, fue la batería. En su adolescencia, armó una batería cacera, pero le faltaban los platillos y no supo que ponerle, hasta que un día mientras estaba en una reunión familiar a alguien se le cayó una bandeja de metal al piso y el sonido que esta provocó hizo ver a Marcello que ya tenía los platillos para su batería. Vivió solo desde los 18 años, haciendo música, haciendo lo que le gustaba.
En 1995, a la edad de 21 años, Marcello se junta con Renán Díaz y Steve Suárez sus amigos del barrio y deciden hacer una banda. Tiene su primera participación en un festival organizado en el distrito de Ventanilla, Callao y tras un sueño del mismo Marcello le ponen el nombre a la banda. Hasta ese momento la banda no tenía nombre, pero una noche antes de esta presentación Marcello sueña sobre este primer concierto: "El lugar estaba totalmente lleno y la gente en este sueño coreaba la palabra AMEN, el sueño le pareció tan real que cuando despertó lo primero que dijo fue: Ojalá que así sea”. Antes de salir a la presentación comentó sobre lo soñado a Renán y Steve y les propone poner a la banda el nombre de “Amen”, a todos les gustó la idea. En el festival tocaron 4 temas propios: “Decir adiós”, “Échale la culpa al rock and roll”, “El whisky” y “Love and shit” la aceptación que tienen las canciones fue algo que el grupo no esperaba en su primera presentación. Después de la primera presentación la banda comienza a componer nuevos temas, algunos de estos formarían posteriormente su primer CD.
Marcello seguía desarrollando su carrera musical junto a su banda Amén, participando en varios concursos y dando entrevistas, hasta que en 1996 conoce a Henry Ueunten. Un productor estaba buscando una voz para el jingle de una marca de gaseosa y le comentó a Henry que en el estudio donde trabaja había un muchacho que cantaba muy bien, fue en esas circunstancias que conoció a Marcello, una vez terminada la grabación del jingle, se quedaron tocando, hablando de música y de las bandas que les gustaban, la química musical que existía era increíble, desde ese entonces comenzaron tocar en todos lados, en los parques, en la calle, la conexión musical era un motivo para juntarse cada vez más, pero Henry aún no integraba la banda, en ese año él tenía mucho trabajo y eso no le permitió unirse al grupo. Marcello sigue trabajando con la banda, participa en 2 concursos en 1997 y los gana ambos. Con esto graba su primer disco con Amén y tiene más conciertos. A fines de ese año graba el primer disco con Amén con la colaboración de Henrry Ueunten en los teclados que desde ese momento empieza a formar parte de la banda.
Los años siguientes Marcello y la banda tienen varias presentaciones en varias ciudades del Perú y sus canciones suenan en las radios. Pero para el año 1999 el bajista Steve Suárez decide dejar la banda para viajar a Estados Unidos de Norteamérica buscando el sueño americano, pero dejando a la banda si un elemento importante, el bajo y además a un gran amigo de Marcello Motta.
Para el año 2000, Marcello junta a Christian Quesada en el bajo y Claudio Urrutia en la guitarra rítmica y coros, rearmando la banda. El tiempo seguía pasando y todo iba bien hasta que en el 2002 cuando la banda pensaba sacar el segundo disco titulado Fin del Tiempo, tuvieron problemas con el mánager por malos manejos en la administración de la banda, los contratos de los conciertos y la salida del disco se retrasó así que decidieron cancelar la relación con ese mánager. Para ese momento además de los problemas con el mánager y la cancelación del segundo disco, Claudio, Christian y Renán deciden dejar la banda y comenzar a desarrollar un proyecto musical. Estos problemas hacen tomar diferentes caminos a Marcello y Henry, mientras que el primero viaja a Europa por unos meses, el segundo retoma su trabajo en grabación y producción con diferentes bandas y solistas. Al regresar a Perú Marcello conoce a Sergio Medina (actual mánager) en una entrevista radial, después de muchas conversaciones e intercambios de ideas deciden rearmar por segunda vez una nueva banda. Este proceso no fue fácil, ahora no se podía fallar ni perder tiempo. A finales del 2003 Marcello conoce a Nathan Chara(actual bajista) con el cual encuentra una química musical y junto a Henry comienzan la búsqueda de un nuevo baterista. Para el 2004 en una tocada jamming en Ventanilla Marcello y Henry conocen a Manuel Chávez quien sería el nuevo baterista de la banda hasta la actualidad. Para finales del 2004 Marcello Motta y Amén lanzan su segundo disco y esta vez homónimo. Con el paso del tiempo la banda de Motta se hace más conocida y tienen muchos conciertos y presentaciones en diversos programas de televisión. En el 2008 con 2 discos en su carrera musical y con un amplio repertorio de temas sin grabar, Motta y sus amigos deciden crear su tercer disco el cual es lanzado en octubre de ese año, titulado Tiempos de Resurrección. Ese mismo año su banda es nominada a los premios APDAYC.
El siguiente año 2009, la banda tiene muchas presentaciones y para octubre de 2010, la banda telonea a Aerosmith en su concierto en Lima. En el 2011 Marcello participó en solitario en el festival INKA ROCK en Argentina junto a otros músicos peruanos, y tuvo una serie de conciertos con músicos argentinos. Este mismo año, Marcello menciona en varios conciertos en Lima que la banda está creando el cuarto disco que sería grabado con la colaboración del músico argentino Nito Mestre y que llevará el nombre de Somos la Gente en alusión a una canción compuesta por él mismo. En el 2012 Marcello sigue teniendo presentaciones con su banda y luego en abril de este año viaja a Argentina nuevamente pero esta vez con la banda completa, ya que muchos argentinos al escuchar las canciones de Marcello en los conciertos que dio en 2011 piden tocadas pero de toda la banda completa. Es así que viajan a Argentina dando conciertos y siendo muy bien ovacionados por su buena música, por el rock potente y el buen blues que tienen sus canciones. En una de esas tocadas en Argentina Steve Suárez, el primer bajista de la banda y amigo de Marcello, acompaña a la banda como motivo del cumpleaños de Marcello. A mediados del 2012 Marcello es contactado por un músico y productor italiano luego de que éste viera la página web de la banda y escuchara su música y es invitado a participar de uno de los festivales más importantes de Europa el White Nights Festival en San Petersburgo, Rusia. Marcello viaja con toda la banda y quedan en el tercer lugar de la competencia del festival. A mediados de este mismo año Amén toca en Lima junto a Quique Neira exvocalista de la banda chilena de Reggae Gondwana. Este mismo año 2012 Quique Neira, invita a Marcello y su banda a participar como músicos colaboradores en la grabación de su próximo video.
AMEN ha presentado en el año 2015 dos canciones como sencillo adelantado del cuarto disco: El día el 13 de febrero y Tal vez buscando el 13 de abril.

## Carrera con Amén
En 1995, junto a Steve Suárez amigo de barrio y Renan Díaz tiene su primera participación en un festival organizado en el Callao y tras un sueño del mismo Marcello le ponen el nombre a la banda.
En 1997, Lanzan la primera producción de la banda titulado Libre, disco que les traería una gran difusión.
En 1999, tras la salida de algunos integrantes decide rearmar la banda para el nuevo milenio.
En 2002, tras el fallido disco que se iba a llamar 'Fin del tiempo' la banda se toma un tiempo y para fines de 2003, cuando Marcello ya estaba de vuelta en Lima forma la nueva alineación junto a Henry Ueunten en los teclados y Nathan Chara en el bajo y para inicios de 2004 conocen a Manuel Chávez (batería) y con ellos la banda queda alineada y en diciembre lanzan la segunda producción de estudio de la banda titulada Amén.
En marzo de 2006, la banda participó del festival Rock and Pop en el estadio de la Universidad Nacional Mayor de San Marcos.
En 2008, junto a Amen lanzó la tercera producción de estudio de la banda Tiempos de resurrección. En abril de 2009, fue nominado en los Premios APDAYC en la categoría Mejor Intérprete del Año y ese mismo año formó junto a Gian Marco, Pelo Madueño, Joaquín Mariátegui y Daniel F un grupo llamado El Enredo en el cual sería con fines benéficos. Casi a finales de ese año lanzan su primer videoclip oficial de la canción "Violar las leyes" incluida en el tercer disco Tiempos de resurrección en el Bar y Centro Cultural La Noche de Barranco, Barranco, Lima - Perú. En 2010, la banda Aerosmith elige a Amen para que abran el concierto que ofrecerían en Lima. En la segunda mitad de 2011, la banda va a Argentina a grabar su cuarto disco en los Estudios Panda de Buenos Aires. En 2012, preparan la grabación de su cuarto disco que llevará el nombre de "Somos la gente" un disco doble con muchas sorpresas. Así mismo, este mismo año en abril, Amén da 4 conciertos en Argentina siendo su primer concierto oficial en el extranjero. Para fines de junio es invitado por un músico italiano a participar con Amén en el White Night Festivals de San Petersburgo Rusia los primeros días de julio donde participaron Natalie Imbruglia, Michael Bolton, Joss Stone entre otros. La banda ganó el tercer lugar. Tocaron algunos temas como Échale la culpa al rock & roll y un cover de la banda inglesa The Troggs "Wild Thing".

## Discografía
Con Amén
- Libre (1997)
- Amén (2004)
- Tiempos de resurrección (2008)
- Somos la gente (2 discos, 2015)